# Antonello Allemandi
Pour les articles homonymes, voir Allemandi.
Antonello Allemandi est un chef d'orchestre italien né le 20 mars 1957 à Milan.

## Biographie
Antonnello Allemandi naît le 20 mars 1957 à Milan. 
Il suit des études musicales de 1968 à 1980 au Conservatoire Giuseppe-Verdi dans les classes piano de Paolo Bordoni et de composition d'Azio Corghi. Il étudie la direction d'orchestre entre 1977 et 1979 auprès d'Otmar Suitner au Mozarteum de Salzbourg, de Gianluigi Gelmetti et de Franco Ferrara à l'Académie musicale Chigiana de Sienne, puis de Leonard Bernstein et de Seiji Ozawa à Tanglewood.

## Carrière
Antonio Allemandi fait ses débuts de chef d'orchestre lors du Mai musical florentin en 1978 avec la création d'Actus III d'Azio Corghi. Il est assistant de Claudio Abbado à La Scala de Milan pour la création du Prometeo de Luigi Nono en 1985. Il dirige ensuite le répertoire lyrique et le répertoire symphonique avec nombre d'orchestres italiens : Festival de Pesaro, Académie nationale Sainte-Cécile de Rome, RAI de Turin, Orchestre symphonique Giuseppe-Verdi de Milan, Teatro Regio et Festival Verdi de Parme, Théâtre de l'Opéra de Rome, Teatro comunale de Bologne, Teatro Regio de Turin, Teatro Massimo de Palerme. Jacques Chancel le présente en 1981 dans un Grand Échiquier lors duquel il dirige l'Orchestre de l'Opéra national de Paris. Il est ensuite invité par l'Orchestre philharmonique de Radio France, l'Ensemble orchestral de Paris, l'Orchestre national de Lille, l'Orchestre philharmonique de Monte-Carlo, l'Orchestre national des Pays de la Loire, et participe à plusieurs reprises à l'émission d'Ève Ruggiéri Musiques au cœur. Il est directeur musical de l'Orchestre Colonne de 1992 à 1997. 
Il débute en 1992 avec L'Élixir d'amour de Gaetano Donizetti à l'Opéra de Portland aux États-Unis puis en 1993 avec Le Barbier de Séville de Gioachino Rossini à l'Opéra d'État de Vienne où il dirige les années suivantes Les Puritains de Vincenzo Bellini, Le Trouvère et La Traviata de Giuseppe Verdi et à nouveau l'Élixir d'amour. En 1995 il est à Seattle avec Madame Butterfly de Giacomo Puccini et  avec Un bal masqué de Giuseppe Verdi la même année à l'Opéra national de Paris où il dirigera la Tosca de Giacomo Puccini en 2010. En 1997 il est à nouveau à Seattle avec le Trouvère et avec Les Noces de Figaro de Wolfgang Amadeus Mozart mais également au Théâtre royal de Londres avec Le Barbier de Séville. Il retourne à Seattle en 2001 pour Tosca, en 2002 pour Un bal masqué, en 2004 pour Manon Lescaut de Giacomo Puccini. 
Il fait ses débuts au Metropolitan Opera de New York en 2005 avec La Cenerentola de Gaetano Donizetti et au Théâtre national de Tokyo avec Turandot de Giacomo Puccini qu'il dirige également en 2012 au Théâtre Bolchoï de Moscou. La même année, il dirige Cavalleria rusticana de Pietro Mascagni et Paillasse de Ruggero Leoncavallo à Bombay et Anne Boleyn de Gaetano Donizetti à l'Opéra national de Washington (en),. En 2013 il dirige Madame Butterfly à l'Opéra d'État Unter den Linden de Berlin. L'Opéra d'État de Bavière à Munich l'invite en 2012 et 2015 pour La Cenerentola, en 2014 pour Le Barbier de Séville, en 2016 pour Norma de Vincenzo Bellini et pour Le Trouvère,. Il est également engagé à Stuttgart, Hambourg, Dallas, Lausanne, Helsinki, Oslo, Kyoto, Osaka et en Israël. En 2015 il est à Rouen avec Lucia di Lammermoor de Gaetano Donizetti et à Dijon avec Le Turc en Italie puis à l'Opéra de Lille en 2016 pour La Cenerentola qu'il dirige ensuite à l'Opéra de Bilbao (es). 
Il dirige l'Orchestre de Cannes-Provence-Alpes-Côte d'Azur avec un programme de valses viennoises et avec la musique de Jacques Offenbach pour le concert du nouvel An 2017. Il est ensuite au Baluarte (es) de Pampelune où il dirige Les Capulets et les Montaigu de Vincenzo Bellini en janvier 2017 puis à l'Opéra d'État de Bavière à Munich pour Guillaume Tell de Gioachino Rossini en mai 2017,,.
Entre 2008 et 2011 il donne des masterclasses de direction d'orchestre à l'École d'Opéra de Bologne.

## Distinctions
Il reçoit à l'occasion des cinquante ans de l'association en 2003 la médaille d'or de l'ABAO. Il est le chef qui a le plus dirigé à Bilbao (es) (27 titres en 19 ans). 